# Nathalie Katsonis
Nathalie Helene Katsonis (nacida el 22 de febrero de 1978 en Viena, Austria) es Profesora de sistemas moleculares bioinspirados en la Universidad de Groninga. En 2016 fue galardonada con la Medalla de Oro de la Royal Netherlands Chemical Society.

## Biografía
Katsonis nació en Viena, y es mitad francesa y mitad griega. Estudió ingeniería química en Chimie ParisTech, y completó sus estudios de posgrado en la Escuela Normal Superior de París bajo la supervisión de Ludovic Jullien. Katsonis obtuvo su doctorado en la Universidad Pierre y Marie Curie. Trabajó en sondas a nivel nanoscópico para autoensamblajes moleculares bidimensionales con Denis Fishou. A continuación se unió al grupo de investigación de Ben Feringa en la Universidad de Groninga, donde trabajó en el autoensamblaje de motores e interruptores. Allí Katsonis también desarrolló un microscopio de sonda de barrido para la determinación de la quiralidad molecular.

## Trayectoria Científica
Katsonis se unió al Centro Nacional para la Investigación Científica (CNRS) en 2007 y comenzó a investigar cristales líquidos quirales sensibles a la luz. Fue nombrada Líder de Grupo en la Universidad de Groninga y ocupó un puesto de investigadora visitante en KU Leuven. En 2012, recibió una subvención de la Royal Society International Exchange para trabajar con Steve Fletcher en polímeros fotosensibles. Katsonis sugirió el uso de estos materiales en microfluidos y robótica. La naturaleza, donde las estructuras helicoidales a menudo facilitan el movimiento, es la principal fuente inspiración para su investigación.
Katsonis se mudó a la Universidad de Twente en 2013 y fue ascendida a Profesora en 2016. Katsonis ha investigado materiales fotosensibles, que pueden convertir la energía de la luz en trabajo mecánico. Demostró que es posible alternan hélices a la izquierda y a la derecha en cristales líquidos colestéricos utilizando luz. También ha demostrado que es posible usar cristales líquidos como plantillas de organización para el diseño de autoensamblajes de nanopartículas superparamagnéticas. En 2017 fue galardonada con una Beca de Comienzo de Carrera del Consejo Europeo de Investigación en nanotecnología. Su trabajo reciente ha investigado la quiralidad molecular en interfaces fluido - sólido.

### Premios y honores
Entre sus premios y honores destacan:
- 2012 Beca de Comienzo de Carrera del Consejo Europeo de Investigación[11][12]
- 2012 Premio De Winter de la Universidad de Twente[13]
- 2014 Elegido para la Joven Academia de la Real Academia de Artes y Ciencias de los Países Bajos[14][15]
- 2016 Premio Athena de la Organización de los Países Bajos para la Investigación Científica[16]
- 2016 Miembro seleccionado de la Global Young Academy[3]
- 2016 Seleccionada para el Consejo de Física y Química[17]
- 2017 Medalla de oro de la Royal Netherlands Chemical Society[7][2]
- 2018 Beca de consolidación de Carrera del Consejo Europeo de Investigación[10]

### Publicaciones destacadas
Entre sus publicaciones destacan:
- Eelkema, Rienk; Katsonis, Nathalie; Feringa, Ben (2006). «Molecular machines: nanomotor rotates microscale objects». Nature 440.
- Kudernac, Tibor; Katsonis, Nathalie; Feringa, Ben (2011). «Electrically driven directional motion of a four-wheeled molecule on a metal surface». Nature 479.
- Katsonis, Nathalie; Kudernac, Tibor; Feringa, Ben (2006). «Reversible conductance switching of single diarylethenes on a gold surface». Advanced Materials 18.
- Iamsaard, Supitchaya; Fletcher, Stephen; Katsonis, Nathalie (2014). «Conversion of light into macroscopic helical motion». Nature Chemistry 6.

### Servicio Académico
Katsonis es miembro del consejo para becas de viaje de Nature. Es editora de las revistas científicas Crystals, Chemical Communications y ChemPhotoChem.

## Vida personal
Katsonis está casada y tiene tres hijos.